# Offene Mikroperfusion
Die Offene Mikroperfusion (OFM) ist eine Methode zur Probenentnahme, die in klinischen und präklinischen Studien zur Arzneimittelentwicklung und Erforschung von Biomarkern Anwendung findet. OFM ist für die kontinuierliche Probenentnahme von Analyten aus der interstitiellen Flüssigkeit (ISF) verschiedener Gewebe konzipiert. Sie bietet direkten Zugang zur ISF durch Implantation eines kleinen, minimal invasiven, membranlosen Katheters mit makroskopischen Öffnungen. Dadurch wird die gesamte biochemische Information der ISF, unabhängig von der Molekülgröße, den Proteinbindungseigenschaften oder der Lipophilie der Analyten zugänglich.
OFM ist in der Lage, lipophile und hydrophile Substanzen, proteingebundene und ungebundene Wirkstoffe, Neurotransmitter, Peptide und Proteine, Antikörper, Nanopartikel und Nanoträger, Enzyme und Vesikel zu entnehmen.

## Methode
Die linearen OFM-Katheter (OFM Probe) werden mit einer physiologischen Lösung (Perfusat) perfundiert, die mit der ISF des umgebenden Gewebes äquilibriert. Die Betriebsflussraten reichen von 0,1 bis 10 μl/min. OFM ermöglicht den ungehinderten Austausch von Substanzen über den offenen Austauschbereich des Katheters. Dieser Austausch von Substanzen zwischen dem Perfusat des Katheters und der umgebenden ISF wird durch Konvektion und Diffusion angetrieben und erfolgt nicht-selektiv in beide Richtungen (Abbildung 1).

Abbildung 1: Schematische Darstellung des linearen OFM-Katheters. Austausch von Substanzen erfolgt zwischen dem offenen Austauschbereich des OFM-Katheters und der umgebenden interstitiellen Flüssigkeit.

Der direkte Austausch zwischen dem Perfusat des Katheters und der umgebenden Flüssigkeit erlaubt das Sammeln von ISF-Proben aus dem Zielgewebe. Diese Proben können, in regelmäßigen Abständen entnommen und dann einer bioanalytischen Analyse unterzogen werden, um die Überwachung von Substanzkonzentrationen mit zeitlicher Auflösung während des gesamten Zeitraums der Probenahme zu ermöglichen.
Die konzentrischen OFM-Katheter  arbeiten nach dem gleichen Prinzip. Das Perfusat wird durch den inneren, dünnen Schlauch zur Spitze des OFM-Katheters gepumpt und tritt hinter dem offenen Austauschbereiches aus. Dort vermischt es sich mit den in der ISF vorhandenen exogenen Substanzen und wird durch den äußeren, dicken Schlauch abgesaugt (Abbildung 2).

Abbildung 2: Schematische Darstellung des konzentrischen OFM-Katheters.

## Geschichte
Der erste OFM-Katheter wurde in einer österreichischen Patentanmeldung von Falko Skrabal im Jahr 1987 beschrieben. In diesem Patent wurde die OFM als eine Vorrichtung beschrieben, die in das Gewebe lebender Organismen implantiert werden kann. Im Jahr 1992 wurde ein US-Patent angemeldet, das eine Vorrichtung zur Bestimmung mindestens einer medizinischen Variable im Gewebe lebender Organismen beschreibt. In einem späteren Patent von Helmut Masoner, Falko Skrabal und Helmut List wurde ein linearer Typ des Katheters mit makroskopischen kreisförmigen Öffnungen beschrieben. Alternative und aktuelle OFM-Versionen für die dermale Anwendung und die Anwendung im Fettgewebe wurden vom Institut Health der außeruniversitären Forschungsgesellschaft Joanneum Research entwickelt und von Manfred Bodenlenz et al. patentiert. Durch den Einsatz alternativer Materialien mit geringer Absorption wurde die Herstellung von Kathetern mit Durchmessern von 0,55 mm und Austauschflächen von 15 mm Länge ermöglicht. Für die zerebrale Anwendung wurden spezielle OFM-Katheter von Birngruber et al. patentiert. Zusätzlich wurde ein Patent angemeldet, dass die Handhabung der extrahierten ISF mithilfe einer tragbaren peristaltischen Pumpe in einem Flussbereich von 0,1 bis 10 µl/min und den Betrieb von bis zu drei Kathetern pro Pumpe ermöglicht.

## OFM-System
Es sind derzeit zwei Arten von OFM-Kathetern erhältlich:
- Lineare OFM-Katheter zur Implantation in oberflächlichen Geweben wie Haut (dermale OFM, dOFM) bzw. subkutanem Fettgewebe (adipose OFM, aOFM)
- Konzentrische OFM-Katheter zur Implantation in verschiedene Regionen des Gehirns (cerebrale OFM, cOFM)

## Anwendungsgebiete

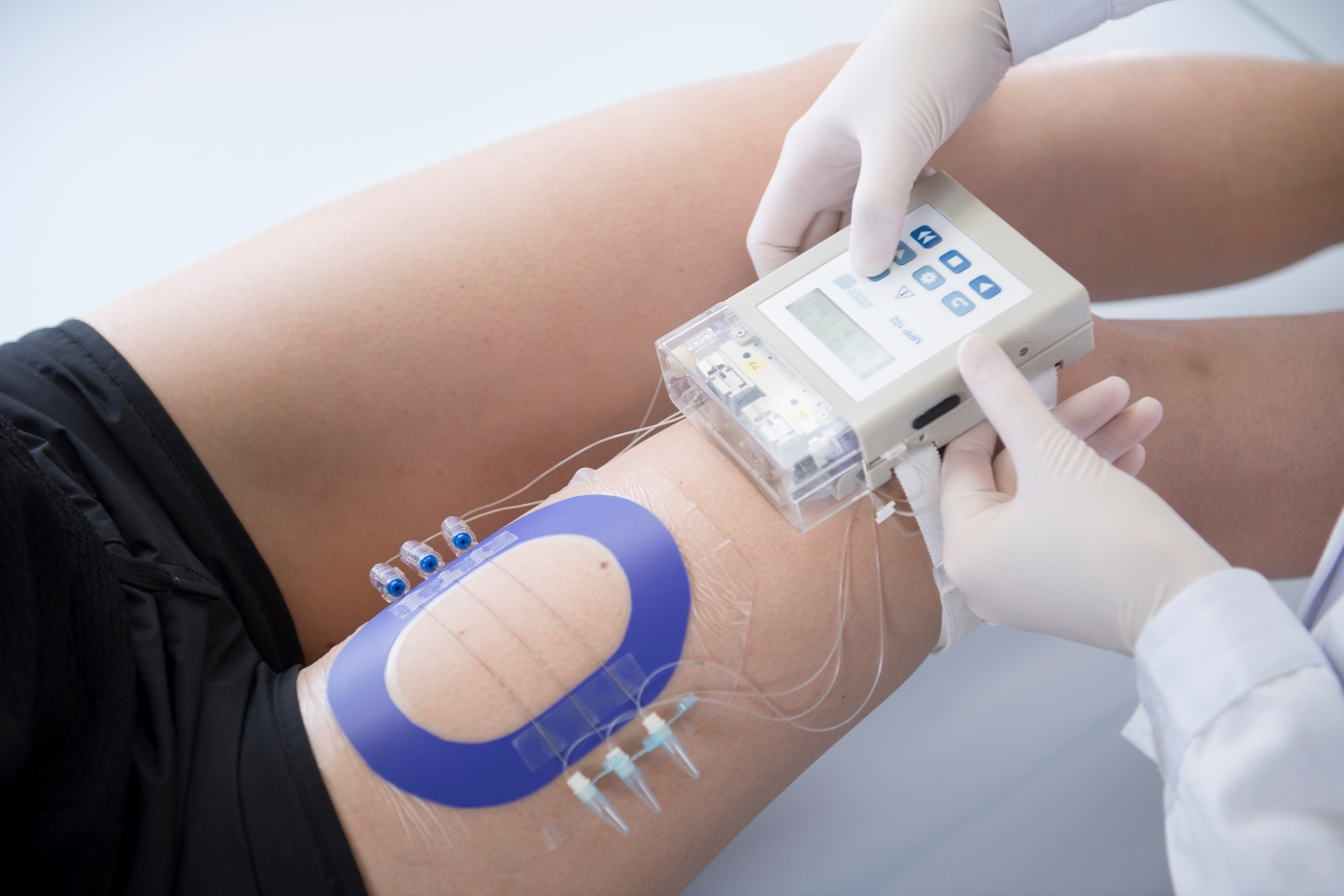
Abbildung 3: OFM-System für den klinischen Einsatz bis zu 48 Stunden, bestehend aus Katheter, Schlauch, Beutel für Perfusat, Pumpe und Probensammelvorrichtung. Alle Produkte sind CE-zertifiziert.

OFM wird routinemäßig in der pharmazeutischen Forschung in präklinischen (z. B. in Mäusen, Ratten, Schweinen und Primaten) und in klinischen Studien am Menschen eingesetzt (Abbildung 3). OFM-bezogene Prozeduren wie die Implantation des Katheters oder längere Probenahmen mit zahlreichen Kathetern wurden von den Probanden gut vertragen.

### Dermale OFM (dOFM)

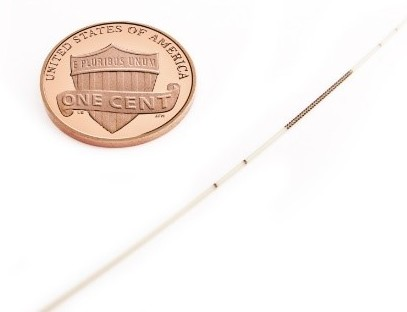
Abbildung 4: Linearer aOFM/dOFM Katheter

Die dOFM (Abbildung 4) ermöglicht die Untersuchung von Transport von Arzneimitteln in der Haut und deren Penetration in die Haut nach lokaler, topischer oder systemischer Anwendung. Die dOFM wird von der U.S. Food and Drug Administration als neue Methode zur Bewertung der Bioäquivalenz von topischen Arzneimitteln erwähnt.
Die dermale OFM wird verwendet für:
- die Durchführung gewebespezifischer Pharmakokinetik- und Pharmakodynamik-Studien mit Arzneimitteln.[22][23]
- direkte Vergleichsstudien zur Untersuchung neuartiger topischer Arzneimittelformulierungen.
- die Beurteilung der Bioverfügbarkeit in der Haut.[24][25]
- die Untersuchung von hochmolekularen Verbindungen, wie beispielsweise Antikörpern.[26]

Direkte Vergleichsstudien mit der OFM haben sich außerdem als besonders nützlich für die Bewertung von topischen Generika erwiesen, welche Bioäquivalenz zum Referenz-Arzneimittel aufweisen müssen, um die Marktzulassung zu erhalten.
Zu den Anwendungen der dOFM gehören ex-vivo-Studien mit Gewebeexplantaten sowie präklinische und klinische in-vivo-Studien.

### Adipose OFM (aOFM)
aOFM (ebenfalls Abbildung „Linearer aOFM/dOFM Katheter“) ermöglicht die kontinuierliche online Überwachung von Stoffwechselprozessen im subkutanen Fettgewebe. Es können Glukose-, Laktatkonzentrationen und auch Konzentrationen größerer Analyten wie zum Beispiel Insulin (5,9 kDa) überwacht werden.
Die Rolle von Polypeptiden für die metabolische Signalübertragung (zum Beispiel Leptin, Zytokin IL-6, TNFα) wurde ebenfalls mit aOFM untersucht. aOFM ermöglicht die Quantifizierung von Proteinen (z. B. Albumin, mit einer Größe von ca. 68 kDa) im Fettgewebe. Sie eröffnet somit die Möglichkeit, proteingebundene Wirkstoffe direkt in peripheren Zielgeweben zu untersuchen, wie zum Beispiel stark proteingebundene Insulinanaloga, die für eine langanhaltende, verzögerte Insulinwirkung entwickelt wurden. Kürzlich wurden mit aOFM Agonisten untersucht, um Adipositas, Fettstoffwechsel und Immunentzündungen zu erforschen. Zu den Anwendungen von aOFM gehören ex vivo-Studien mit Gewebeexplantaten, sowie präklinische und klinische in vivo-Studien.

### Cerebrale OFM (cOFM)

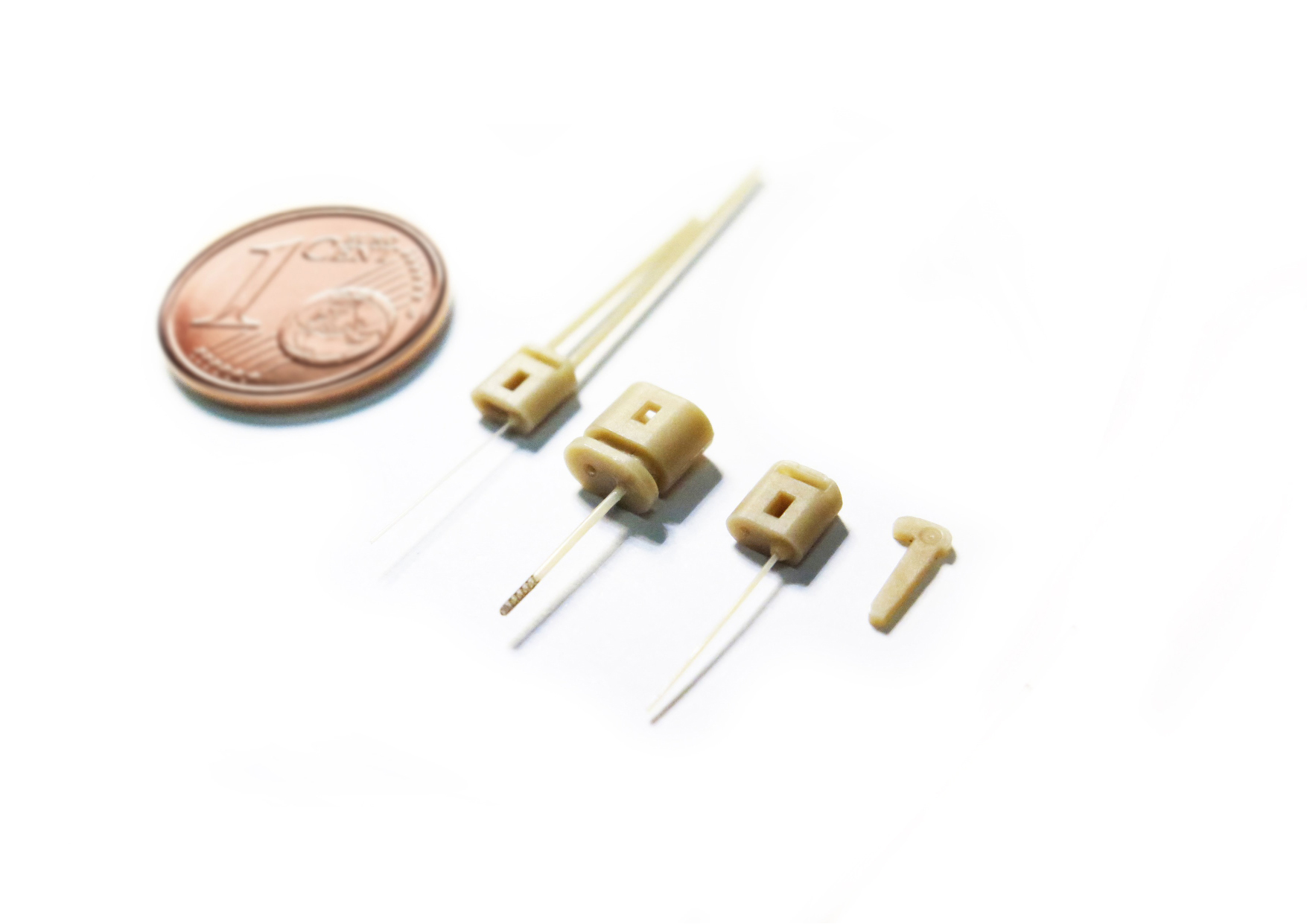
Abbildung 5: Konzentrischer cOFM-Katheter, bestehend aus „sampling insert“, „guide“, „healing dummy“ und „lock“ (von links nach rechts)

cOFM (Abbildung 5) wird verwendet, um präklinische PK/PD-Studien im tierischen Gehirn durchzuführen. Der Zugang zum Gehirn erlaubt die Überwachung der Funktion der Blut-Hirn-Schranke und des Wirkstofftransports über die intakte Blut-Hirn-Schranke. cOFM erlaubt einen Blick hinter die Blut-Hirn-Schranke und liefert Zugang zu Konzentrationen und Wirkungen neuroaktiver Substanzen direkt im anvisierten Gehirngewebe.
Die Blut-Hirn-Schranke ist ein natürlicher Schutzschild, welches das Gehirn schützt und den Austausch von Nährstoffen, Metaboliten und chemischen Botenstoffen zwischen Blut und Gehirn begrenzt. Weiters verhindert die Blut-Hirn-Schranke, dass potenzielle Schadstoffe in das Gehirn gelangen und dieses schädigen. Diese hochwirksame Barriere verhindert somit unerwünschter Weise auch, dass neuroaktive Substanzen ihre Ziele im Gehirn erreichen. Für Forscher, die neuroaktive Medikamente entwickeln, ist es daher von großem Interesse zu wissen, ob und inwieweit eine aktive pharmazeutische Komponente die Blut-Hirn-Schranke passieren kann. Experimente haben gezeigt, dass die Blut-Hirn-Schranke von Ratten binnen 15 Tage nach der Beschädigung durch die Implantation der cOFM-Katheter wieder vollständig heilt. Der cOFM-Katheter wurde speziell entwickelt, um eine erneute, unbeabsichtigte Öffnung der Blut-Hirn-Schranke oder eine zusätzliche Traumatisierung des Gehirns nach der Implantation zu vermeiden. cOFM ermöglicht daher die kontinuierliche Probenahme von zerebraler ISF bei intakter Blut-Hirn-Schranke und somit eine kontinuierliche PK-Überwachung im Gehirngewebe.

### Quantifizierung von Substanzen in der interstitiellen Flüssigkeit
Substanzen in der ISF können einerseits indirekt aus verdünnten ISF-Proben unter Verwendung von OFM und zusätzlichen Kalibrierungstechniken oder andererseits direkt aus unverdünnten ISF-Proben quantifiziert werden, die mit zusätzlichen OFM-Methoden gesammelt werden können. Die Quantifizierung von Substanzen aus verdünnten ISF-Proben erfordert die zusätzliche Anwendung von Kalibrierungsmethoden wie Zero Flow Rate, No Net Flux oder Ionen-Referenz-Technik. Die Zero Flow Rate wurde von Schaupp et al. in Kombination mit dOFM verwendet, zur Quantifizierung von Kalium, Natrium und Glukose in ISF-Proben aus Fettgewebe.
No Net Flux wurde zur Quantifizierung verschiedener Analyten in OFM-Studien aus ISF von subkutanem Fettgewebe, Muskelgewebe und Haut eingesetzt. Absolute Laktatkonzentrationen und absolute Glukosekonzentrationen aus Fettgewebe-ISF die absolute Albumin-Konzentration aus Muskelgewebe-ISF und die absolute Insulinkonzentration aus Fettgewebe und Muskelgewebe ISF wurden erfolgreich bestimmt. Dragatin et al. verwendeten No Net Flux in Kombination mi dOFM, um die absolute ISF-Konzentration eines vollständig humanen therapeutischen Antikörpers zu bestimmen.
Die Ionen-Referenz-Technik wurde in Kombination mit OFM verwendet, um die absolute Glukosekonzentration und die absolute Laktatkonzentration in Fettgewebe-ISF zu bestimmen. dOFM wurde auch verwendet, um die Konzentrationen von Humaninsulin und einem Insulinanalogon in der ISF mit Inulin als exogenem Marker zu quantifizieren.
Zusätzliche OFM-Methoden wie OFM-Rezirkulation und OFM-Absaugung (OFM-suction) können unverdünnte ISF-Proben sammeln, aus denen eine direkte und absolute Quantifizierung von Substanzen möglich ist. Bei der OFM-Rezirkulation zur Gewinnung unverdünnter ISF-Proben wird das Perfusat in einem geschlossenen Kreislauf zirkuliert, bis ein Konzentrationsgleichgewicht zwischen Perfusat und ISF hergestellt ist. Bei Verwendung von Albumin als Analyt sind 20 Rezirkulationszyklen ausreichend, um Gleichgewichtskonzentrationen in der ISF zu erreichen. Die OFM-Absaugung erfolgt durch Anlegen eines leichten Vakuums, welches ISF aus dem Gewebe in den OFM-Katheter zieht.